# محمد جمعة خان
مُحَمَّد جُمْعَة خان (1903 - 25 ديسمبر 1963) موسيقي حضرمي يمني من أصل بنجابي  كان له دور كبير في تطوير اللون الغناء الحضرمي وأدخل عليه الكثير من الألحان والإيقاعات ، هاجر عدة مرات لدولة الكويت للمساهمة في المجال الفني.

## نشأته
ولد الموسيقار والشاعر محمد جمعة عبد الرزاق خان لأب هندي وأم حضرمية ، في قرية قرن ماجد وادي دوعن أيام السلطنة القعيطية ذات الارتباطات الوثيقة بالهند فكان والده أحد أعضاء فرقة الشاوش في الهند ، و هي فرقة عسكرية هندية أصول أفرادها القديمة من حضرموت  نشأ في أسرة فنية و أنضم إلى جوقة الفرقة السلطانية و دأب على الاستماع إلى أغاني المصريين و تقاسيم العود التي كانوا يعزفونها فكانت ثقافته الموسيقية ذاتية 